# Station Laken
Station Laken (Frans: Laeken) is een buiten gebruik gesteld spoorwegstation langs spoorlijn 28 (Schaarbeek - Brussel-Zuid) in Laken, een deelgemeente van de stad Brussel (België). Ook spoorlijn 50 (Brussel - Gent) loopt langs dit station. In 1982 werd het station gesloten. Het werd vervangen door het station Bockstael, enkele honderden meters dichter bij Jette. In Bockstael (dat in de eerste plannen ook de naam Laken zou overnemen) is het mogelijk over te stappen op metrolijn 6 die op 6 oktober 1982 tot hier verlengd werd.

## Aantal instappende reizigers
De grafiek en tabel geven het gemiddeld aantal instappende reizigers weer op een week-, zater- en zondag.
| Tabel: aantal instappende reizigers station Laken | Tabel: aantal instappende reizigers station Laken | Tabel: aantal instappende reizigers station Laken | Tabel: aantal instappende reizigers station Laken |
|                                                   | Weekdag                                           | Zaterdag                                          | Zondag                                            |
| ------------------------------------------------- | ------------------------------------------------- | ------------------------------------------------- | ------------------------------------------------- |
| 1977                                              | 2139                                              | 183                                               | 126                                               |
| 1978                                              | 1853                                              | 182                                               | 140                                               |
| 1979                                              | 1987                                              | 205                                               | 126                                               |
| 1980                                              | 1910                                              | 156                                               | 88                                                |
| 1981                                              | 1343                                              | 139                                               | 95                                                |